# Anna D. Shapiro
Anna D. Shapiro (* 1967 in Evanston, Illinois) ist eine US-amerikanische Theaterregisseurin.

## Leben
Anna Shapiro studierte zunächst am Columbia College Chicago und später an der Yale School of Drama. 1995 begann ihre langjährige Mitarbeit bei der Steppenwolf Theatre Company. 1996 inszenierte sie dort ihr erstes Bühnenstück, The Viewing Room, nach einer Vorlage von Daniel J. Rubin. Im gleichen Jahr wurde sie mit dem Princess Grace Award ausgezeichnet. In den nächsten Jahren inszenierte sie zahlreiche Stücke mit dem Ensemble der Steppenwolf Theatre Company. Seit 2005 ist sie festes Mitglied des Steppenwolf Ensembles. Ihren größten Erfolg feierte sie 2007 mit der Inszenierung von Tracy Letts August: Osage Country, für die sie unter anderem mit dem Tony Award für die beste Regie, dem Jefferson Award für die beste Regie und dem Drama Desk Award für die beste Regie ausgezeichnet wurde. Nach dem großen Erfolg folgte der Ruf an den New Yorker Broadway, wo sie August: Osage Country in zwei weiteren Spielzeiten inszenierte. 2014 inszenierte sie Of Mice and Men mit James Franco in der Rolle des George und Chris O’Dowd in der Rolle des Lennie.
Seit 2002 ist Shapiro außerdem als Leiterin des Graduate Directing Program in Theater an der Northwestern University tätig. Mit Beginn der Spielzeit 2015/2016 übernimmt sie den Posten der künstlerischen Leiterin der Steppenwolf Theatre Company von ihrer langjährigen Vorgängerin Martha Lavey.

## Inszenierungen (Auswahl)
- 1996: The Viewing Room (Steppenwolf Theatre Company)
- 1998: Wolf Lullaby (Steppenwolf Theatre Company)
- 1999: Three Days Of Rain (Steppenwolf Theatre Company)
- 1999: Side Man (Steppenwolf Theatre Company)
- 2000: The Infidel (Steppenwolf Theatre Company)
- 2001: The Ordinary Yearning Of Miriam Buddwing (Steppenwolf Theatre Company)
- 2001: The Drawer Boy (Steppenwolf Theatre Company)
- 2002: Purple Heart (Steppenwolf Theatre Company)
- 2002: Until We Find Each Other (Steppenwolf Theatre Company)
- 2003: Man From Nebraska (Steppenwolf Theatre Company)
- 2004: I Never Sang For My Father (Steppenwolf Theatre Company)
- 2005: The Pain and the Itch (Steppenwolf Theatre Company)
- 2005: A Blameless Life (Steppenwolf Theatre Company)
- 2006: The Unmentionables (Steppenwolf Theatre Company)
- 2007: August: Osage County (Steppenwolf Theatre Company)
- 2007: The Crucible (Steppenwolf Theatre Company)
- 2007: August: Osage County (Imperial Theatre, Broadway)
- 2008: August: Osage County (Music Box Theatre, Broadway)
- 2009: Up (Steppenwolf Theatre Company)
- 2010: A Parallelogram (Steppenwolf Theatre Company)
- 2012: Three Sisters (Steppenwolf Theatre Company)
- 2011: The Motherf**ker with the Hat (Gerald Schoenfeld Theatre, Broadway)
- 2012: The Motherf**ker with the Hat (Steppenwolf Theatre Company)
- 2014: Of Mice and Men (Longacre Theatre, Broadway)

## Auszeichnungen
- 1996: Princess Grace Award – Theater Apprenticeship[3]
- 2007: Jefferson Award – Director of a Play für August: Osage County[5]
- 2008: Tony Award – Best Direction of a Play für August: Osage County
- 2008: Drama Desk Award – Outstanding Director of a Play für August: Osage County[6]
- 2010: Princess Grace Statue Award[3]